# Costa (cognome)
Costa è un cognome di lingua italiana.

## Varianti
Da Costa, Dalla Costa, Della Costa, Di Costa.

## Origine e diffusione
Il cognome potrebbe essere di origine toponimica, tratto dunque dal nome di alcuni comuni italiani, oppure derivare dal termine latino costa, ossia "fianco, costola". Settimo cognome per diffusione in Italia, Costa è portato da oltre 12.000 famiglie ed è distribuito in tutto il paese, in particolare in Liguria e Sicilia.

## Persone
- Felice Costa, calciatore italiano (Tigliole, n. 1899 - Torino, † 1951)
- Filippo Costa, calciatore italiano (Noventa Vicentina, n. 1995)
- Francesco Costa, calciatore italiano (Genova, n. 1888 - Genova, † 1927)